# Forcipomyia himalayae
Forcipomyia himalayae är en tvåvingeart som beskrevs av Jean-Jacques Kieffer 1911. Forcipomyia himalayae ingår i släktet Forcipomyia och familjen svidknott. Inga underarter finns listade i Catalogue of Life.